# Przemysław Radzik
Przemysław Wiktor Radzik (ur. 1 lutego 1967 w Poznaniu) – polski prawnik, sędzia, w latach 2018–2020 prezes Sądu Rejonowego w Krośnie Odrzańskim, w latach 2020–2022 wiceprezes ds. karnych Sądu Okręgowego w Warszawie, w latach 2022–2023 wiceprezes Sądu Apelacyjnego w Warszawie, w latach 2023–2024 wiceprezes Sądu Apelacyjnego w Poznaniu, były prokurator. Od 18 czerwca 2018 do 4 kwietnia 2025 Zastępca Rzecznika Dyscyplinarnego Sędziów Sądów Powszechnych.

## Życiorys
W 1992 Radzik ukończył studia prawnicze na Uniwersytecie Mikołaja Kopernika w Toruniu, następnie odbył trzyletnią aplikację prokuratorską.

### Prokurator
Od 1995 prokurator Prokuratury Rejonowej w Krośnie Odrzańskim. W latach 1999–2005 pracował w VI Wydziale do spraw Przestępczości Zorganizowanej Prokuratury Okręgowej w Zielonej Górze. Prowadził m.in. śledztwo w sprawie grupy przestępczej Marka K., ps. „Kawior”, która miała przemycić do Polski ponad 4 mln litrów spirytusu, powodując straty Skarbu Państwa wynoszące ponad miliard złotych; w wyniku śledztwa zatrzymano 68 osób.
W 1999 przejął do prowadzenia uprzednio zawieszone śledztwo w sprawie dokonanego w 1991 zabójstwa trzyosobowej rodziny wójta cygańskiego Waldemara Huczki w Nowej Soli. Proces zakończył się w 2005 prawomocnym skazaniem sześciu osób na kary od 5 do 25 lat pozbawienia wolności. W 2007 Sąd Najwyższy utrzymał wyroki w mocy.

### Sędzia
Od 2005 Radzik był sędzią Sądu Rejonowego w Krośnie Odrzańskim. W czerwcu 2018 został powołany na prezesa Sądu Rejonowego w Krośnie Odrzańskim i na nowo utworzone stanowisko Zastępcy Rzecznika Dyscyplinarnego Sędziów Sądów Powszechnych.
Od 10 września 2018 Radzik był członkiem Zespołu ds. czynności Ministra Sprawiedliwości podejmowanych w postępowaniu dyscyplinarnym sędziów i asesorów sądowych. Zespół został zniesiony przez Ministra Sprawiedliwości 29 sierpnia 2019.
Od 1 stycznia 2019 orzekał w Sądzie Okręgowym w Warszawie w X Wydziale Karnym Odwoławczym na podstawie delegacji ministra sprawiedliwości na czas nieokreślony. 21 grudnia 2020 objął funkcję wiceprezesa ds. karnych tego sądu. W marcu 2021 został powołany na urząd sędziego Sądu Apelacyjnego w Warszawie, zaś w lipcu 2022 został wiceprezesem tego sądu.
Pełniąc rolę przedstawiciela ministra sprawiedliwości był członkiem komisji egzaminacyjnej w Poznaniu – egzaminatorem z zakresu prawa karnego podczas egzaminu adwokackiego przeprowadzanego w marcu 2019. Również będąc przedstawicielem ministra sprawiedliwości przewodniczył komisji egzaminacyjnej do spraw aplikacji radcowskiej z siedzibą w Zielonej Górze, powołany na dwuletnią kadencję (2019–2020).
W czerwcu 2023 został delegowany na sędziego i wiceprezesa Sądu Apelacyjnego w Poznaniu.
15 stycznia 2024 minister sprawiedliwości wszczął procedurę odwołania Radzika z funkcji wiceprezesa Sądu Apelacyjnego w Poznaniu i zawiesił go w pełnionych czynnościach. We wniosku skierowanym do kolegium Sądu Apelacyjnego w Poznaniu wskazano, że dalsze pełnienie przez Radzika funkcji „nie da się pogodzić z dobrem wymiaru sprawiedliwości”. Kolegium pozytywnie zaopiniowało wniosek ministra sprawiedliwości, a 22 stycznia pozbawiło Radzika funkcji orzeczniczej w Sądzie Apelacyjnym w Poznaniu. Zdaniem Radzika decyzje w jego sprawie zostały podjęte z naruszeniem prawa i nie wywołały skutków prawnych. Protest w tej sprawie złożyło też Prezydium Krajowej Rady Sądownictwa.
Następnie Przemysław Radzik orzekał w utworzonym na wniosek ówczesnego prezesa sądu Piotra Schaba VIII Wydziale Karnym Sądu Apelacyjnego w Warszawie. Po likwidacji tego wydziału w sierpniu 2024 został przeniesiony do nowo powstałej sekcji zażaleniowo-wnioskowej II Wydziału Karnego tego sądu.
Z uwagi na opóźnienia w postępowaniach, bezpodstawne zawieszenia sędziów oraz kontrowersyjne działania związane z Krajową Radą Sądownictwa, 4 kwietnia 2025 został odwołany przez Adama Bodnara ze stanowiska Zastępcy Rzecznika Dyscyplinarnego Sędziów Sądów Powszechnych.

## Kontrowersje
Po podjęciu we wrześniu 2018 przez Radzika czynności dyscyplinarnych wobec sędziów znanych z udziału w protestach przeciwko zmianom w sądownictwie, m.in. wobec sędziów Igora Tuleyi i Bartłomieja Przymusińskiego, działalność Radzika jako oskarżyciela dyscyplinarnego była przedmiotem zarzutów przedstawicieli stowarzyszeń sędziowskich, w szczególności Stowarzyszenie Sędziów Polskich „Iustitia”, a także ówczesnego rzecznika praw obywatelskich Adama Bodnara.
W sierpniu 2019 ukazały się publikacje prasowe, wedle których sędzia Radzik należał do grupy mającej na celu „dyskredytować sędziów, którzy nie popierają zmian w wymiarze sprawiedliwości wprowadzonych przez rząd PiS”. 26 sierpnia 2019 Radzik z Michałem Lasotą, drugim Zastępcą Rzecznika Dyscyplinarnego Sędziów Sądów Powszechnych, opublikowali oświadczenie, w którym zaprzeczyli stawianym im w mediach zarzutom i zapowiedzieli wystąpienie na drogę postępowania sądowego.
4 grudnia 2019 główny rzecznik dyscyplinarny Piotr Schab poinformował o wszczęciu przez Radzika postępowania dyscyplinarnego przeciwko Krystianowi Markiewiczowi, prezesowi Stowarzyszenia „Iustitia”. Zarzuty przedstawione Markiewiczowi dotyczyły skierowania do sędziów sądów dyscyplinarnych „manifestu politycznego, w którym kwestionując niezależność i legalność działania (...) Krajowej Rady Sądownictwa i podważając konstytucyjność i apolityczność Izby Dyscyplinarnej Sądu Najwyższego podżegał każdego z nich do popełnienia deliktu dyscyplinarnego”, który miałby polegać „na nierespektowaniu porządku prawnego Rzeczpospolitej Polskiej przez powstrzymanie się od orzekania i zaniechanie przedstawiania odwołań stron i akt spraw dyscyplinarnych Izbie Dyscyplinarnej Sądu Najwyższego”, a w dalszej kolejności „do zawieszania postępowań dyscyplinarnych do czasu wyjaśnienia przez Trybunał Sprawiedliwości Unii Europejskiej statusu osób powołanych na urząd sędziego w Izbie Dyscyplinarnej”.
W wyniku rozpoznania zażalenia Radzika na orzeczenie składu sądzącego w I instancji, Izba Dyscyplinarna Sądu Najwyższego zawiesiła w czynnościach służbowych Pawła Juszczyszyna, sędziego Sądu Rejonowego w Olsztynie, który, zgodnie z treścią zarzutu dyscyplinarnego, zakwestionował kompetencje innego sędziego do orzekania. Argumentując przed Sądem Najwyższym, Radzik stwierdził, że Juszczyszyn „występuje jako celebryta, właściwie wypowiada wojnę własnemu państwu”.
Razem z sędzią Piotrem Schabem trzykrotnie nie dopuścili do orzekania Igora Tulei:
- w lipcu 2021, mimo wiążącej decyzji Trybunału Sprawiedliwości UE z dnia 15 lipca 2021[39],
- w marcu 2022, mimo prawomocnego wyroku Sądu Okręgowego dla Warszawy Pragi[40],
- w sierpniu 2022, mimo prawomocnego postanowienia sądu pracy[41].

6 kwietnia 2023, w oparciu o przeprowadzony test niezawisłości i bezstronności sędziów, został uznany przez Sąd Najwyższy – podobnie jak Piotr Schab – za niespełniającego kryteriów niezależności i niezawisłości z uwagi na bliskie powiązania z władzą wykonawczą.
Latem 2023 umorzył postępowania dyscyplinarne wobec sędziów z Prezydium Forum Współpracy Sędziów i wobec Doroty Zabłudowskiej, Moniki Frąckowiak, Sławomira Jęksy, Adama Synakiewicza, Pawła Strumińskiego, Bartłomieja Starosty, Moniki Ciemięgi i Katarzyny Kałwak.
We wrześniu 2023 umorzył sprawę Beaty Morawiec.
Po zmianie rządu w Polsce w wyniku wyborów 15 października 2023 został objęty licznymi śledztwami, dotyczącymi bezpodstawnych represji wobec sędziów. Wytoczono mu też 2 postępowania dyscyplinarne (stan na grudzień 2024).

## Życie prywatne
Żonaty z Gabrielą Zalewską-Radzik, wcześniej radcą prawnym, a od 10 listopada 2021 sędzią Naczelnego Sądu Administracyjnego.